# 604 (tal)
604 är det naturliga heltal som följer 603 och följs av 605.

## Matematiska egenskaper
- 604 är ett jämnt tal.
- 604 är ett sammansatt tal.
- 604 är ett palindromtal i det Duodecimala talsystemet.

## Inom vetenskapen
- 604 Tekmessa, en asteroid.